# Jens Buhrmester
Jens Buhrmester (* 10. September 1971) ist ein ehemaliger deutscher Handballspieler. Der Torwart spielte für den TSV GWD Minden und den TuS N-Lübbecke in der Bundesliga.

## Karriere
Buhrmester spielte in der Jugend für den TV Sachsenroß Hille und zunächst auch für die erste Mannschaft in der Regionalliga. 1991 folgte der Abstieg in die Oberliga. 1992 wechselte er zum Zweitligisten TSV GWD Minden. Nach der Saison 1994/95 stieg er mit Minden in die Bundesliga auf. GWD verpflichtete jedoch nach dem Bosman-Urteil im Dezember 1995 mit dem Kroaten Vlado Šola einen weiteren Torhüter. Hinter Chrischa Hannawald und Šola bekam Buhrmester keine Einsatzzeiten mehr und wechselte nach der Saison zum VfL Eintracht Hagen. Nach einem Jahr schloss er sich der TSG Bielefeld an. Er blieb vier Jahre und ging danach zum TuS N-Lübbecke, mit dem er zum zweiten Mal in die Bundesliga aufstieg. Es folgte jedoch der direkte Abstieg und Buhrmester wechselte zu Oberligist HSG Nordhemmern/Mindenerwald. 2006 stieg der Verein in die Regionalliga auf. 2008 beendete er zunächst seine Karriere, feierte eine Saison später jedoch ein Comeback bei seinem Heimatverein TV Sachsenroß Hille. Zum Abschluss spielte er noch ein Jahr in der dritten Mannschaft von LiT Handball Nordhemmern/Mindenerwald.
In seinen 20 Jahren im Seniorenbereich spielte Buhrmester zwei Saisons in der Bundesliga, neun in der 2. Bundesliga, drei in der Regionalliga, vier in der Oberliga, eine in der Verbandsliga und eine in der Bezirksliga.

## Erfolge
- Aufstieg in die Bundesliga (2): 1995, 2002
- Aufstieg in die Regionalliga (1): 2006

## Privates
Sein Neffe Björn ist ebenfalls Handballtorwart und spielt derzeit bei der HSG Nordhorn-Lingen in der 2. Bundesliga.